# Patryk Janik
Patryk Janik (ur. 25 listopada 1983) – polski judoka.
Były zawodnik klubów: KKS Hejnał Kęty (1997-2000), WKS Śląsk Wrocław (2001-2012), KSJ Spartakus Międzyrzecz (2015). Sześciokrotny medalista mistrzostw Polski seniorów: dwukrotny srebrny (2007 i 2011 - kat. do 100 kg) oraz czterokrotny brązowy (2004 - kat. do 90 kg, 2005 - mistrzostwa Polski OPEN, 2006 - kat. do 90 kg, 2008 - kat do 100 kg). Uczestnik młodzieżowych mistrzostw Europy 2004. Żołnierz 17 Wielkopolskiej Brygady Zmechanizowanej w Międzyrzeczu.